# Carsula brachycerca
Carsula brachycerca är en insektsart som beskrevs av Huang, C. och Wei Ying Hsia 1985. Carsula brachycerca ingår i släktet Carsula och familjen gräshoppor. Inga underarter finns listade i Catalogue of Life.